# Bayerischer Realschullehrerverband
| brlv Bayerischer Realschullehrerverband e.V.              | brlv Bayerischer Realschullehrerverband e.V. |
| --------------------------------------------------------- | -------------------------------------------- |
| Sitz des Verbandes in der Dachauer Straße 44a in München. |                                              |
| Vereinsdaten                                              |                                              |
| Verbände:                                                 | 10 Bezirksverbände                           |
| Mitglieder:                                               | ca. 10.000                                   |
| Vorstand                                                  |                                              |
| Vorsitzender:                                             | Jürgen Böhm                                  |
| Internet                                                  |                                              |
| Website:                                                  | www.brlv.de                                  |

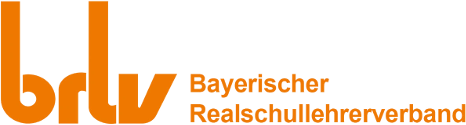
Logo des Bayerischen Realschullehrerverbands

Der Bayerische Realschullehrerverband ist eine Interessensvertretung für Realschullehrer in Bayern, die an staatlichen, kommunalen und privaten Realschulen in Bayern tätig sind. Der Bayerische Realschullehrerverband ist der bayerische Landesverband des Verbands Deutscher Realschullehrer.
Die Gründung des Vereins mit Sitz in München erfolgte 1952. Ziel ist es, die schulartspezifischen Anliegen der Lehrerschaft an der nach dem Zweiten Weltkrieg neu entwickelten Mittel- und späteren Realschule zu artikulieren und wirksam zu vertreten. Zu den großen Veränderungen, die der Verband in der Vergangenheit mit bewirkt hat, gehört unter anderem die Einführung der sechsstufigen Realschule in Bayern. Der Verband spricht sich für das gegliederte Schulwesen aus und begründet dies auf dem Erfolg der bayerischen Schulen, gegenüber anderen Bundesländern mit Gesamtschulen. Im Bayerischen Realschullehrerverband sind heute 80 % der Lehrkräfte an Realschulen in Bayern organisiert.
Aufgaben des Verbands sind:
- die Vertretung und Förderung der standespolitischen Interessen seiner Mitglieder
- die Behandlung aller Angelegenheiten, die den Berufsstand betreffen
- die Einflussnahme auf die Gestaltung des Bildungswesens unter besonderer Berücksichtigung der Realschule